# Ramón de la Fuente Leal
Ramón de la Fuente Leal, més conegut com a Lafuente (Bilbao, 31 de desembre de 1907 - Madrid, 15 de setembre de 1973) va ser un jugador internacional i entrenador de futbol basc. Jugava com a davanter i va desenvolupar gairebé tota la seva carrera a les files de l'Athletic Club de Bilbao. Va formar part de la primera davantera històrica del club al costat de Iraragorri, Bata, Txirri II i Gorostiza. Va ser internacional amb la selecció espanyola.

## Trajectòria

### Com a futbolista
Amb només setze anys, Lafuente va començar la seva trajectòria esportiva a les files del Barakaldo CF el 1924, quatre anys abans que s'iniciés a Espanya la Lliga de Futbol. Després de dues temporades, va fitxar per l'Athletic Club de Bilbao, en el qual va jugar durant nou temporades, començant el 1928 a jugar a la Primera Divisió espanyola. A les files bilbaïnes va disputar un total de 211 partits oficials (96 de Lliga, 56 de Copa i 59 del Campionat Regional), marcant un total de 64 gols (26 en Lliga, 17 a la Copa i 21 en el Campionat Regional). Amb l'Athletic va guanyar tres Lligues i quatre Copes, formant part de la primera davantera històrica del club.
El 1934 va fitxar per l'Atlètic de Madrid (llavors Athletic de Madrid), amb el qual va jugar la seva última temporada de Lliga, jugant 20 partits i marcant un gol. La seva carrera es va veure truncada de forma prematura en el partit de tornada de l'eliminatòria de quarts de final de la Copa del President de la República de Futbol de 1935 que va enfrontar a l'Athletic de Madrid amb el Sevilla FC. Un xoc amb el porter Guillermo Eizaguirre va fer que Lafuente es fracturés tíbia i peroné. El jugador no es va curar bé de la lesió i no va poder jugar durant la temporada següent. Quan va esclatar la Guerra Civil Espanyola, l'estiu de 1936, Lafuente tenia encara 28 anys, però per llavors es parlava ja del seu pas a la tasca d'entrenador.
Lafuente va ser internacional amb la selecció espanyola, i va jugar 2 partits a la Copa del Món de 1934, contra Brasil i contra Itàlia.

### Com a entrenador
Al començament de la temporada 1940-1941, i durant les deu primeres jornades de Lliga, va dirigir els partits de l'Atlético Aviación, mentre va durar la inhabilitació de Ricardo Zamora. Entre 1943 i 1945, va entrenar el Deportivo de la Coruña.

## Palmarès

### Com a jugador
Athletic Club
- 3 Lligues: 1929/30, 1930/31, 1933/34.
- 4 Copes d'Espanya: 1930, 1931, 1932, 1933.
- 7 Campionats regionals de Biscaia: 1926/27, 1927/28, 1928/29, 1930/31, 1931/32, 1932/33, 1933/34.

### Com a entrenador
Atlético Aviación
- 1 Copa de Campions d'Espanya: 1940.